# Kreuzkapelle (Konzenberg)

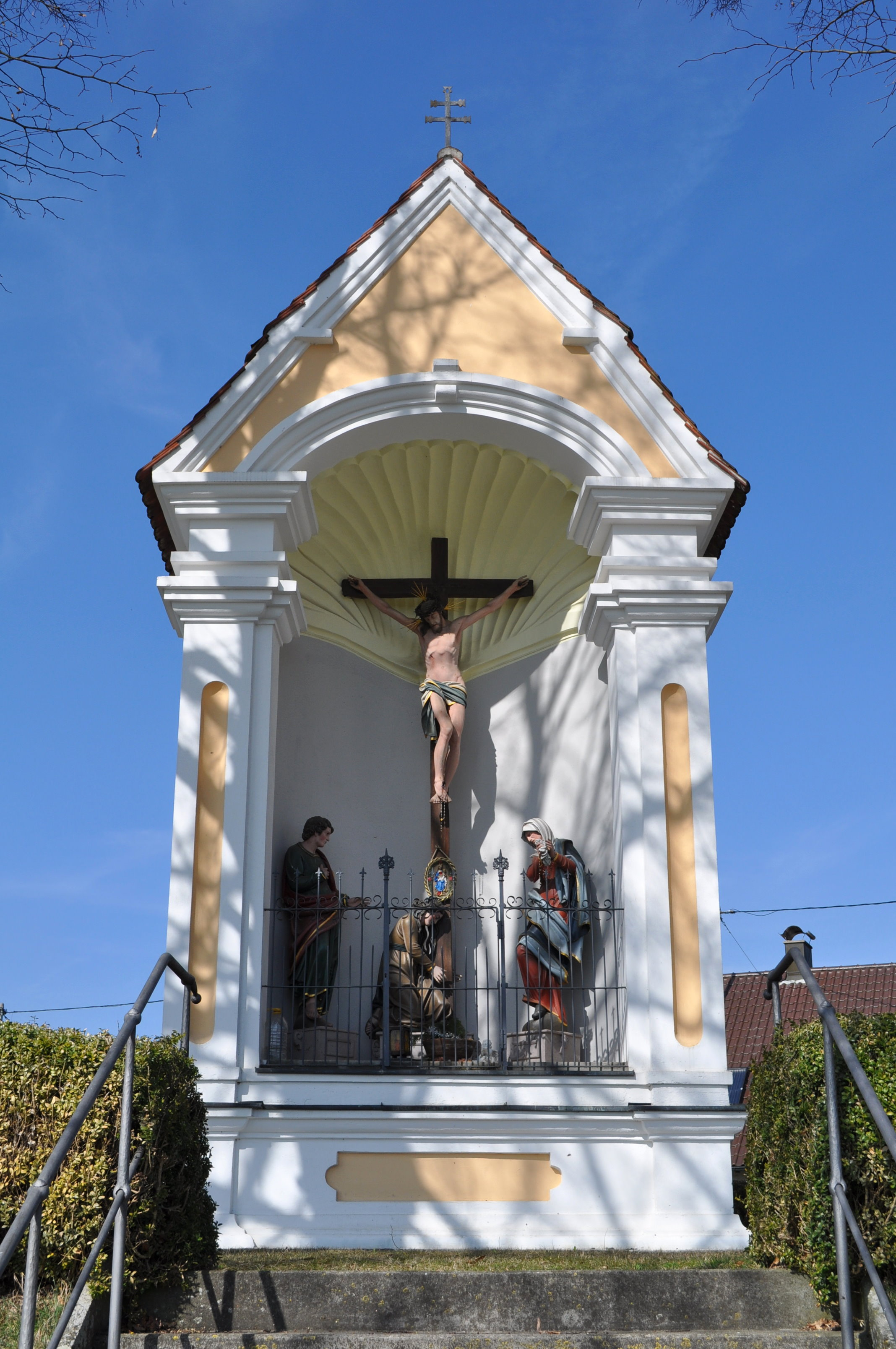
Kreuzkapelle in Konzenberg

Die Kreuzkapelle (auch als Pestkapelle bezeichnet) in Konzenberg, einem Ortsteil der Gemeinde Haldenwang im schwäbischen Landkreis Günzburg (Bayern), wurde Anfang des 18. Jahrhunderts errichtet. Die Kapelle vor dem Friedhof ist ein geschütztes Baudenkmal.
Der offene Bau mit Archivolte, Nische und Muschelkalotte wurde von alten Lindenbäumen flankiert, die um 1970 gefällt wurden.
Die Kapelle birgt eine barocke Kreuzigungsgruppe, die um 1660 datiert wird.